# Jegenyefenyő (faanyag)
A jegenyefenyő tűlevelű faanyag, Magyarországon elsősorban a közönséges jegenyefenyő (Abies alba) anyaga.

## Az élő fa
Közép- és Dél-Európában hegyvidéki-alhavasi tájakon nő, Magyarországon szórványosan a Nyugat-Dunántúlon őshonos. A hideget, a szélsőséges klímát rosszul viseli. Viszonylag sok csapadékot, magas páratartalmat igényel.
Magassága 40, néha 50 m, kérge világosszürke, fiatalon sima, idősebb korban pikkelyes.

## A faanyag
Színes geszt nélküli, könnyű, nagyon puha, fehér vagy sárgásfehér anyag. A korai- és késeifa között az átmenet fokozatos, az évgyűrűhatár a késeifa erősen lapult tracheidasorai miatt éles. A bélsugarak a sugárirányú metszeten kis tükrökként láthatók. Gyantajáratai nincsenek.

## Felhasználása
SzárításLassú, kíméletes szárítást kíván, enyhén vetemedik, zsugorodik. A vékonyabb deszkák elrepedhetnek.
MegmunkálásMinden forgácsoló szerszámmal könnyen megmunkálható, de gyalu alatt könnyen reped. A megmunkálást nehezíti a gyakori bél- és gyűrűs repedés, a sok szárnyasgöcs. Jól faragható. Gőzölés nélkül hámozható.
RögzítésJól szegelhető, csavarozható. Jól ragasztható.
FelületkezelésJól csiszolható. Jól pácolható, lakkozható.
TartósságNem időjárásálló, nem gombaálló, kékülésre hajlamos. Tartóssága szabadban kb. 35 év, vízben kb. 100 év, állandóan szárazon kb. 900 év.
Cölöp, rácsozat, hajóárbóc, vakpalló, fazsindely, furnér, gyufa készülhet belőle. Ajtók, ablakkeretek, faburkolatok, húroshangszer-tetők gyakori anyaga. Cellulózgyártásra is megfelel, bár a lucnál rövidebbek a rostjai. Padlónak szálkásodása miatt nem alkalmas.